# Иидзуна
Иидзуна (яп. 飯綱町 Иидзуна-мати) — посёлок в Японии, находящийся в уезде Камиминоти префектуры Нагано. Площадь посёлка составляет 75,31 км², население — 11 245 человек (1 августа 2014), плотность населения — 149,32 чел./км².

## Географическое положение
Посёлок расположен на острове Хонсю в префектуре Нагано региона Тюбу. С ним граничат города Нагано, Накано и посёлок Синано.

## Население
Население посёлка составляет 11 245 человек (1 августа 2014), а плотность — 149,32 чел./км². Изменение численности населения с 1980 по 2005 годы:
| 1980 | 12 000 чел. |  |
| 1985 | 12 462 чел. |  |
| 1990 | 12 830 чел. |  |
| 1995 | 13 292 чел. |  |
| 2000 | 13 062 чел. |  |
| 2005 | 12 504 чел. |  |